# オウム真理教東京総本部火炎瓶投擲事件
オウム真理教東京総本部火炎瓶投擲事件（オウムしんりきょう とうきょうそうほんぶ かえんびんとうてきじけん）は、1995年（平成7年）3月19日に東京都南青山のオウム真理教東京総本部（南青山総本部）で発生した自作自演テロ事件。一連のオウム真理教事件のひとつ。

## 概要
1995年（平成7年）3月19日午後8時45分頃、女装した陸上自衛隊第1空挺団に所属する3等陸曹だったオウム真理教の信者が東京都港区南青山のオウム真理教東京総本部に火炎瓶を投擲、1階のオウム経営パソコンショップ「マハーポーシャ」が炎上した。周りには「麻原死ね」「オウム真理教を許さない」などと誹謗中傷するビラが撒かれた。
4月28日に火炎瓶を投擲した信者が自供したことで、教団諜報省（CHS）長官の井上嘉浩が計画し、諜報省の部下である3等陸曹に指示した自作自演テロであることが判明した。地下鉄サリン事件直前のリムジン謀議で、捜査の撹乱を目的として島田裕巳宅爆弾事件と共に計画された。
この事件では井上、3等陸曹、山形明、平田信（2012年逮捕）らが火炎瓶処罰法違反で起訴された。実行役の3等陸曹は島田裕巳宅爆弾事件にも関与し懲役5年の判決が下り、自衛隊は懲戒免職となった。